# St. Marien (Zschopau)

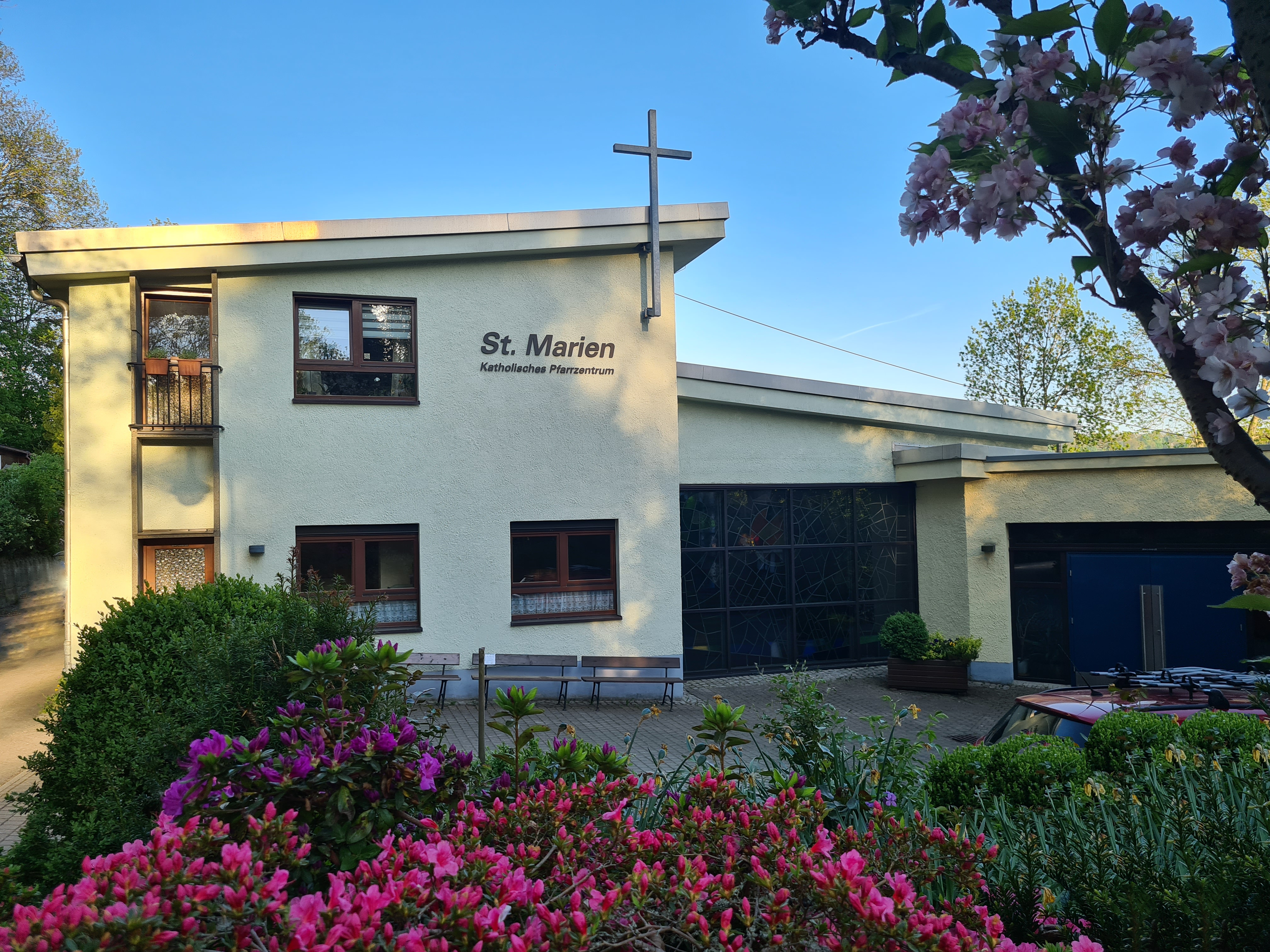
Gemeindehaus (links) und Kirche (rechts)

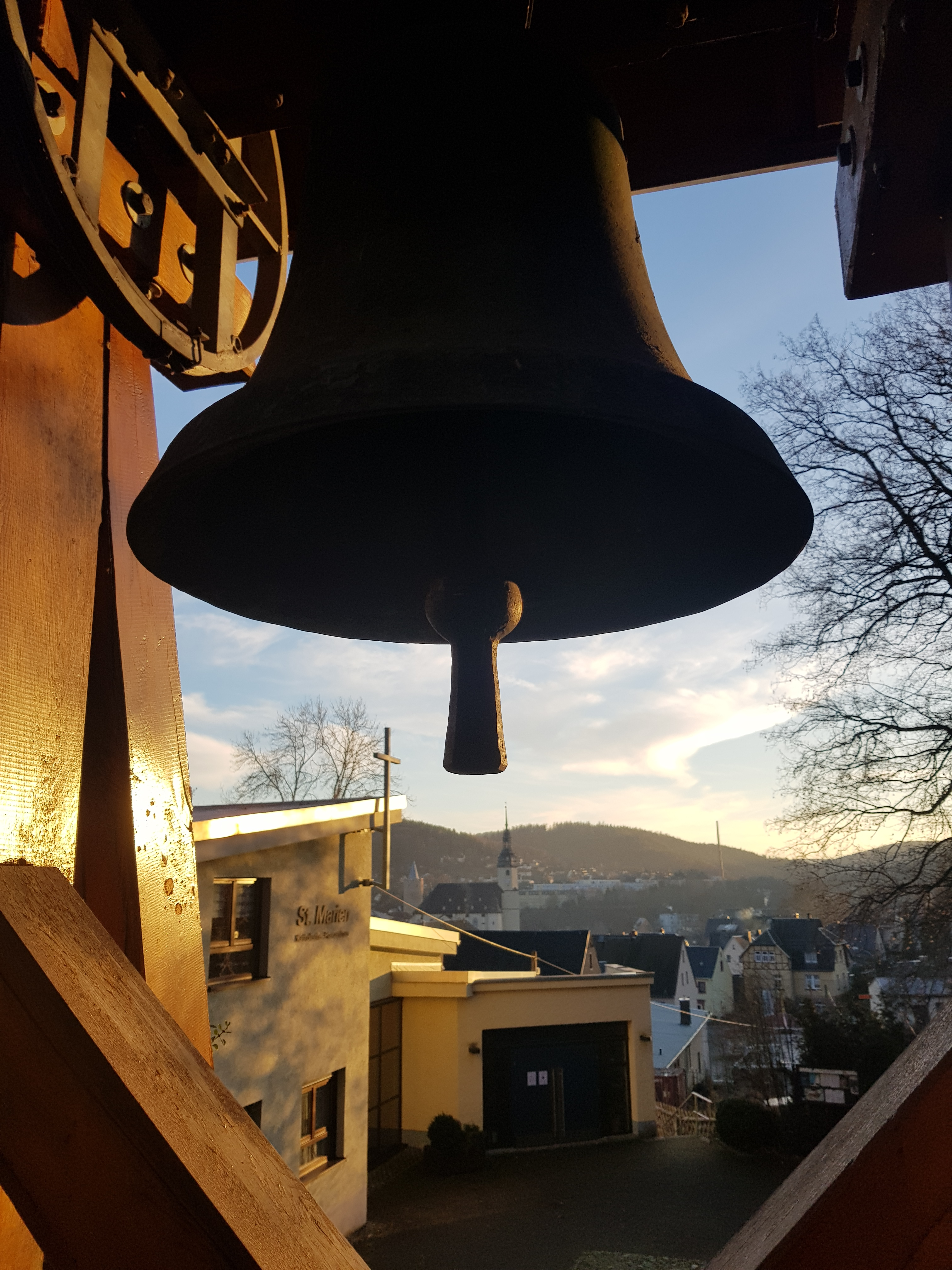
Glocke, Gemeindehaus und Eingang zur Kirche

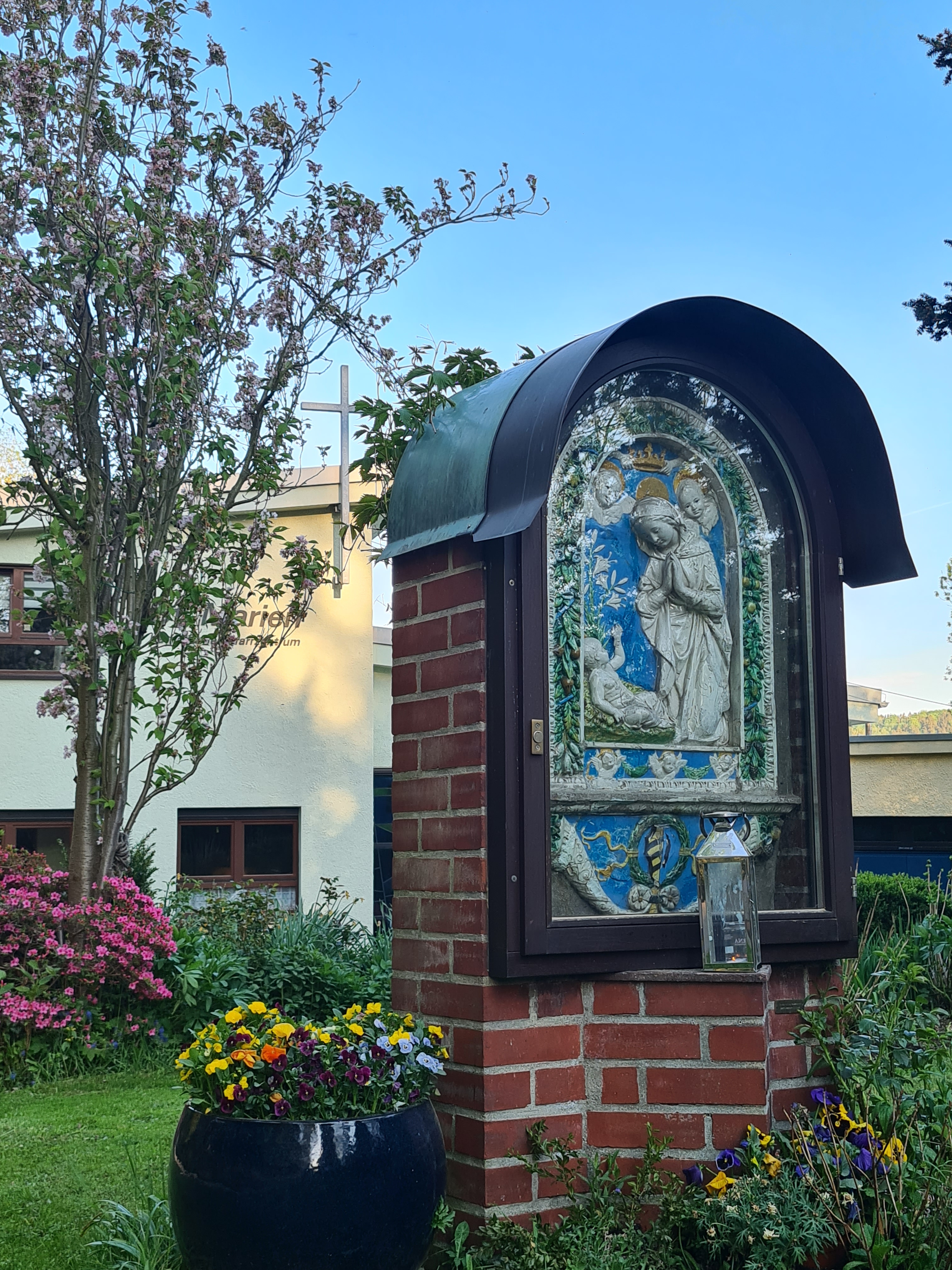
Majolika-Relief

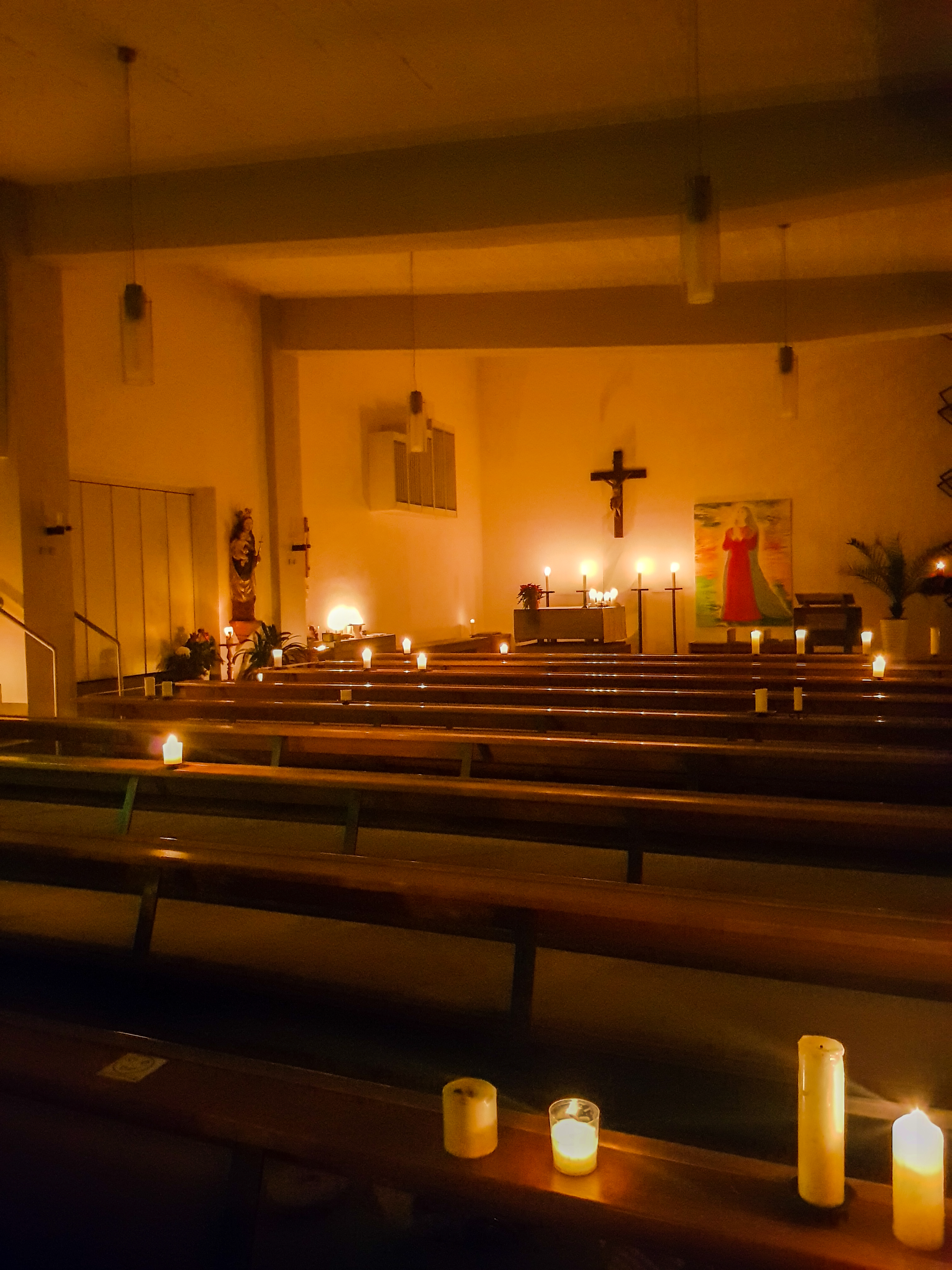
Innenansicht der Kirche

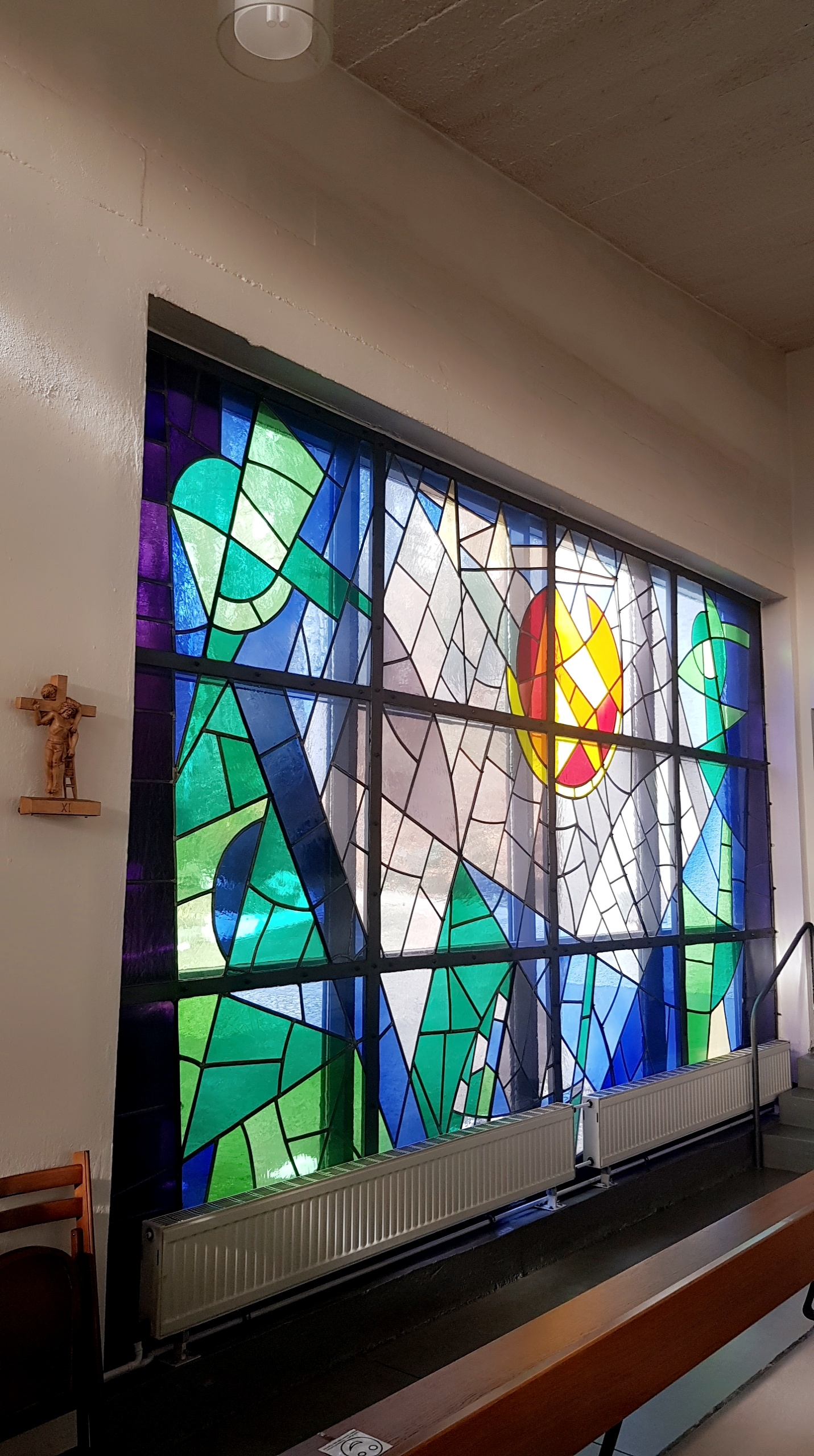
Bleiglasfenster

Das römisch-katholische Gemeindezentrum „St. Marien“ befindet sich nördlich der Zschopauer Altstadt in erhöhter Lage. Die Kirche ist eine Filialkirche der Chemnitzer Pfarrei „Heilige Mutter Teresa“.

## Kirche

### Geschichte
Im Jahr 1454 wurde der Bürgerschaft Zschopau von Kurfürst Friedrich dem Sanftmütigen die Einwilligung zum Bau einer Kapelle erteilt, die Maria gewidmet war. Das Gotteshaus wurde außerhalb der Stadt jenseits der Zschopau errichtet. Sie wurde auf den Namen „Beatae Mariae Virginis zu des Leidens, Auferstehens und Himmelfahrt Unseres lieben Herren und Selicmachers Jesu Christi, Zu der Hochgelobten Himmelskönigin der Jungfrow Maria der heiligen Frowen vnd aller lieben Gottes Heiligen ewigen Gedächtnus“ geweiht.
Nach der Reformation gab es von 1539 an vierhundert Jahre lang praktisch keine Katholiken mehr in der Stadt und deren Umgebung. Deshalb diente die Kapelle von da an als evangelisch-lutherische Gottesacker- und Spitalkirche. Beim Bau der steinernen Brücke über die Zschopau in den Jahren 1812 bis 1813 wurde sie abgerissen.
„Erst nach dem 2. Weltkrieg, als viele Flüchtlinge nach Sachsen kamen, wurde auch in Zschopau wieder katholischer Gottesdienst gefeiert.“ Da keine katholische Kirche vorhanden war, wurden die Gottesdienste zeitweise in der heutigen Martin-Andersen-Nexö-Oberschule, und in den Gasthäusern Wettiner Hof, Gambrinus und Meisterhof zelebriert. Nach 1945 konnte die Heilige Messe im evangelischen Gemeindesaal gefeiert werden. Ab 1947 wurde die zerfallene Totenkapelle auf dem Friedhof und ab 1948 die Hauskapelle der Villa des ehemaligen Besitzers des DKW-Werkes Zschopau im Birkenweg 3 genutzt, die auch als Pfarrhaus diente. Für die Spendung des Firmsakramentes durch den Diözesanbischof und zur Feier der Christnacht wurde der katholischen Gemeinde die evangelisch-lutherische Kirche „St. Martin“ zur Verfügung gestellt.
Ab 1952 gab es Bemühungen um eine eigene Kirche in Zschopau. Diese sollte bis Herbst 1963 auf dem kircheneigenen Grundstück in der Goethestraße errichtet werden. Ab 1964 wurde beabsichtigt die Villa Birkenweg 3 und das angrenzende Grundstück vom dänischen Ingenieur und Industriellen Jørgen Skafte Rasmussen zu kaufen und einen Anbau zu errichten, der als Notkirche für ca. 220 Personen dienen sollte. Aufgrund der unklaren Rechtsgrundlage wurde der Verkauf aber abgelehnt. Schließlich einigte man sich auf den Kauf des ehemaligen Firmengeländes der Firma Gey auf der Dr.-Wilhelm-Külz-Straße. Zusätzlich konnte das kircheneigene Grundstück in der Goethestraße gegen das Flurstück mit der Zufahrtsstraße getauscht werden. Nach vielmaligen Vorsprechen von Pfarrvikar Decker bei dem Rat des Kreises Zschopau wurde 1965 die Erlaubnis zum Ausbau zweier Scheunen zu einem Gemeindezentrum erteilte. Die Finanzierung wurde größtenteils durch Spenden von Gemeindemitglieder und von Zuschüssen des Ordinariates Bautzen bewerkstelligt. Mit dem Bau wurde am 12. April 1965 begonnen. Aus der ganzen Umgebung fanden sich viele Helfer ein, zum Beispiel aus Limbach-Oberfrohna, Annaberg-Buchholz, Flöha, Grünhainichen und Augustusburg. Zeitweise halfen Ordensbrüder des Prämonstratenser-Ordens aus. Auch Zschopauer Protestanten unterstützten den Bau tatkräftig. Durch Kriminelle wurde das Baugeschehen mehrfach gestört. So wurden Baustoffe und Werkzeuge von der Baustelle gestohlen. Auch unbekannte Nationalsozialisten drangen auf der Baustelle ein, beschädigten den Grundstein und beschmierten die Wände mit Hakenkreuzen.  Am 9. September 1967 wurde die Kirche von Bischof Otto Spülbeck geweiht.
Von 1981 bis 1983 wurde ein Vorbau am Kircheneingang erstellt. Die Rekonstruktion des Pfarrhauses und die Sanierung und Modernisierung der Pfarrwohnung als auch später des Erdgeschossbereichs erfolgten von 1995 bis 1997. Von September bis Dezember 1999 wurde die Kirche rekonstruiert, 2017 wurde sie renoviert. Im Jahr 2002 wurde der anfänglich aus alten Balken der ehemaligen Firma Gey gebaute Glockenstuhl abgerissen und als ein dem den Vorgänger angelehntes Bauwerk neu errichtet.

### Architektur
Das Pfarrzentrum „St. Marien“ wurde nach dem Entwurf des Architekten Hubert Paul aus Flöha errichtet, der im Dienst des Bistums Dresden-Meißen stand. Dieser war während seiner Amtszeit für den Bau, Umbau und die Restaurierung von rund 120 Kirchen und Gemeindezentren verantwortlich.
Auf dem Gelände befinden sich das Gemeindehaus, die Kirche und der freistehende Glockenstuhl. Zum Grundstück des Pfarrzentrums gehört auch ein angrenzender weitläufiger Wald.
Auf dem Weg zur Kirche befindet sich auf der rechten Seite das Marien-Relief „Maria mit Kind“ (Majolika). Dieses hat schon lang seinen Platz auf dem Grundstück des Pfarrzentrums. Im Jahr 2003 übertrugen die Erben der Familie Bodemer es der katholischen Gemeinde.
Das Gemeindehaus ist zweistöckig. Im Erdgeschoss befinden sich das Büro, der Unterrichtsraum, der Gemeindesaal und die Sakristei; im Obergeschoss ist die Pfarrwohnung.
Die Kirche ist ein Flachbau. Er enthält einen schlichten, weiß verputzten und flach gedeckten Saal mit anliegender Taufkapelle, die durch ein rundes, farbiges Glasfenster (1982 eingebaut) beleuchtet wird. Auf diesem ist das Lamm Gottes abgebildet. Ein weiteres großformatiges, farbiges Glasfenster, welches vom Dessauer Grafiker Franz Johannknecht stammt, befindet sich an der dem Altarraum gegenüberliegenden Seite.
Der Altarraum wird durch eine aufwendige, mit Metallstreben plastisch gestaltete Glaswand, den sogenannten Auferstehungsfenstern, erhellt. Diese wurde 1973 vom Dresdner Bildhauer Friedrich Press entwickelt. Altar und Ambo setzten sich aus kubischen und quaderförmigen Steinblöcken (Muschelkalk), die aufeinander gestapelt sind, zusammen. Seit ca. 1965 besitzt die katholische Gemeinde einen geschnitzten Korpus des Altarkreuzes. An einer Seitenwand steht auf einem Sockel die barocke Statue einer gekrönten Madonna mit Jesuskind. Dabei handelt es sich um eine Nachbildung der Osnabrücker Madonna von 1520. Diese wurde 1983 nach langwierigen Bemühungen des damaligen Pfarrers Kurt Ludwig aus Spenden von BRD-Bürgern für die Kirche gekauft. Das Taufbecken, welches an das Design vom Altar und Ambo angelehnt ist, wurde im Jahr 1999 installiert. Die neue elektronische Orgel befindet sich seit dem 18. April 1971 in der Kirche.
Der Glockenstuhl ist ein separates Bauwerk aus Holz. Die Bronzeglocke wurde 1962 von der Glockengießerei Schilling in Apolda gegossen und auf den Ton d2 gestimmt. Sie trägt die Aufschrift finnisch ARMO JA RAUHA ‚Gnade und Frieden‘ (2. Petrus 1, Satz 2) und sollte nach Finnland exportiert werden, aber die Firma erhielt keine Exporterlaubnis. 1967 wurde die Glocke von der Gemeinde gekauft und mit der Aufschrift „Ich weiss dass mein Erlöser lebt“ (Hiob 19, Satz 25) ergänzt.

## Historie der Gemeinde
Ende des 19. Jahrhunderts verschlug es im Zuge die Industrialisierung vereinzelt Katholiken aus den katholischen Gebieten in Schlesien, Böhmen, Frankreich und Italien in die Stadt. Erst 1945 kamen viele katholische Flüchtlinge in das Gebiet.
Zschopau gehörte bis 1972 zum Pfarrbezirk Annaberg.
Die religiöse Betreuung der Katholiken von Zschopau und der Umgebung erfolgte bis 1948 durch den Pfarrer von Annaberg-Buchholz.
Am 1. März 1948 wurde die Lokalkaplanei „Unbeflecktes Herz Mariä“ in Zschopau errichtet. „Kaplan Paulus Bursy betreute die zeitweilig bis zu 2500 Katholiken der Umgebung.“
Bischof Petrus Legge erhob die Lokalkaplanei 1951 zur Pfarrvikarie.
Am 1. Juli 1972 wurde die Pfarrei St. Marien in Zschopau errichtet.
Die Pfarrei umfasste die Stadt Zschopau (inklusive der Ortsteile Wilischthal und Krumhermersdorf), Gemeinde Amtsberg (mit den Ortsteilen Schlößchen, Weißbach und Wilischthal), Gemeinde Drebach (mit den Ortsteilen Grießbach, Scharfenstein, Spinnerei und Venusberg), Gemeinde Gelenau, Gemeinde Gornau (mit Ortsteil Dittmannsdorf), Gemeinde Großolbersdorf (mit den Ortsteilen Hohndorf und Hopfgarten) und Waldkirchen (mit Zschopenthal), Stadt Thum (mit seinen Ortsteilen Herold und Jahnsbach) und die Stadt Ehrenfriedersdorf. In Thum befand sich ein Gottesdienststandort der Pfarrei, mit der inzwischen profanierten Kirche St. Johannes Maria Vianney.
Durch Priestermangel und der seit 1990 stark sinkenden Zahl an Katholiken (im Dezember 2010 insgesamt nur noch etwa 115 aktive Mitglieder) – wurde zum 1. Januar 2011 die Pfarrei St. Marien Zschopau aufgehoben.
Die Orte Thum mit seinen Ortsteilen, Ehrenfriedersdorf und der Kernort Drebach wurden der Pfarrei Heilig Kreuz in Annaberg-Buchholz, die Restlichen der Pfarrei St. Antonius in Chemnitz zugeordnet. Damit wurde die Pfarrkirche St. Marien Zschopau eine Filialkirche der Pfarrei St. Antonius Chemnitz. Die seelsorgerische Betreuung fand durch die Salesianer Don Boscos in Chemnitz statt.
Im Zuge der Neustrukturierung im Bistum Dresden-Meißen, wurden am 22. April 2018 alle katholischen Chemnitzer Stadtpfarreien (St. Johannes Nepomuk, St. Joseph, St. Antonius und St. Franziskus) mit ihren Filialkirchen in Chemnitz, Frankenberg und Zschopau zur Pfarrei Heilige Mutter Teresa Chemnitz vereint. Seit 2020 ist St. Marien Zschopau eine Filialkirche der Pfarrei Hl. Mutter Teresa Chemnitz.
| von-bis   | Pfarrei  | als                | Name                                                        |
| --------- | -------- | ------------------ | ----------------------------------------------------------- |
| 1899–1905 | Annaberg | Pfarrer            | Edmund Grohmann (* 1869, † 1969)                            |
| 1905–19   | Annaberg | Pfarrer            |                                                             |
| 1900–1943 | Annaberg | Pfarrer            | Lorenz Zentgraf (* 1890, † 1943 in Annaberg-Buchholz)       |
| 1933–1940 | Annaberg | Pfarrer            | Hugo Franz (* 1891, † 1962 in Panschwitz)                   |
| 1943–1948 | Annaberg | Pfarrer            | Paul Joch (* 1906 in Halberstadt, † 1986 in Crottendorf)    |
| 1948–1951 | Annaberg | Lokalkaplan        | Paulus Bursy (* 1913 in Kreuzburg, † 1979 in Treffelhausen) |
| 1951–1960 | Annaberg | Pfarrvikar         | Paulus Bursy (* 1913 in Kreuzburg, † 1979 in Treffelhausen) |
| 1960–1961 | Annaberg | Pfarrvikar         | Joachim Greger (* 1927, † )                                 |
| 1961–1971 | Annaberg | Pfarrvikar         | Gregor Decker (* 1928 in Beuthen, † 2015 in Chemnitz)       |
| 1971–1972 | Annaberg | Pfarrvikar         | Kurt Ludwig (* 1934 in Pirna)                               |
| 1972–1983 | Zschopau | Pfarrer            | Kurt Ludwig (* 1934 in Pirna)                               |
| 1983–1993 | Zschopau | Pfarrer            | Peter Neumann (* 1940 in Berlin)                            |
| 1993–1995 | Zschopau | Pfarrer            | Johannes Johne (* 1956 in Zittau)                           |
| 1995–2002 | Zschopau | Pfarrer            | François Reckinger (* 1934 in Differdange)                  |
| 2002–2009 | Zschopau | Pfarrer            | Gregor Decker                                               |
| 2009–2010 | Zschopau | Pfarradministrator | Gregor Decker                                               |
| 2010–2020 | Chemnitz | Pfarrer            | Pater Bernhard Kuhn SDB (* 1953 in München)                 |
| 2020–     | Chemnitz | Pfarrer            | Bernd Fischer (* 1953 in Löbau)                             |